# Jasão de Tarso
Jasão de Tarso, também Jasom, é um dos Setenta Discípulos. Ele aparece no Novo Testamento em Atos 17, quando sua casa foi utilizada como refúgio para Paulo, Silas e Timóteo, na Tessalônica. Jasão foi preso quando as autoridades não conseguiram localizar nem Paulo e nem Silas e ele foi obrigado a pagar uma fiança para ser libertado.
Jasão também foi mencionado em «Saúda-vos Timóteo, meu cooperador, e Lúcio, Jasom e Sosípatro, meus compatriotas.» (Romanos 16:21).

## História
Nascido em Tarso, ele foi consagrado bispo de Tarso pelo apóstolo Paulo. Com Sosípatro, ele viajou até a ilha de Corfu, onde ele construiu uma igreja em honra a Santo Estevão e converteu muitos pagãos para o cristianismo. Vendo isso, o rei de Corfu atirou-o numa prisão, onde ele teve a oportunidade de converter sete outros prisioneiros: Saturnino, Jacíscolo, Faustiano, Januário, Marsálio, Eufrásio e Mâmio. Enfurecido, o rei mandou matá-los em uma cova fumegante .
A filha do rei, a virgem Cércira, tendo assistido ao martírio dos sete, também se converteu e distribuiu todas as suas jóias para os pobres. O rei ficou ainda mais furioso e mandou prendê-la até que ela negasse sua nova fé, algo que ela não fez. Ele mandou que a prisão fosse incendiada, mas ela milagrosamente se salvou e ainda mais pessoas se converteram ao ver este novo milagre. Sem outra alternativa, o rei mandou que ela fosse amarrada numa árvore e fosse flechada por seus soldados .
Muitos crentes fugiram de Corfu para uma ilha próxima para fugir da ira do rei e, ao persegui-los, o barco do rei acabou afundando. O seu sucessor abraçou o cristianismo e foi batizado como Sebastião. Daí pra frente, Jasão e Sosípatro puderam pregar livremente e construíram a igreja em Corfu, vivendo ali até uma idade avançada.

## Fonte
Assim como diversos outros santos, Jasão teve sua vida contada no livro Prólogo de Ohrid, de São Nikolai Velimirovic.